# Великокручанский сельский совет (Пирятинский район)
Великокручанский сельский совет (укр. Великокручанська сільська рада) — входит в состав
Пирятинского района
Полтавской области
Украины.
Административный центр сельского совета находится в 
с. Великая Круча.

## Населённые пункты совета
- с. Великая Круча
- с. Малая Круча
- с. Повстин